# Kang Chae-young
Kang Chae-young (hangul: 강채영; 8 de junho de 1996) é uma arqueira profissional sul-coreana, campeã olímpica.

## Carreira
Chae-young foi campeã na prova em equipes feminina nos Jogos Olímpicos de Verão de 2020 em Tóquio ao lado de An San e Jang Min-hee, conquistando a medalha de ouro.